# Patas
Erythrocebus patas · Singe rouge, Singe pleureur
Pour le volcan d'Indonésie, voir mont Patas.
Genre
Espèce
Statut de conservation UICN

 NT  : Quasi menacé
Statut CITES
Le Patas (Erythrocebus patas) est une espèce de primates simiiformes de la famille des cercopithécidés. Il est l'unique représentant du genre Erythrocebus et il ne vit qu'en Afrique.

## Dénominations
Patas,, Singe rouge, ou Singe roux. Il est appelé aussi Singe pleureur, car il émet un son qui ressemble à celui d'un bébé (un « heu » plaintif, sur une tonalité constante).
Les différents groupes socio-culturels le désignent par diverses appellations : klan-vè chez les Fons, amé chez les Nagots.

## Description
Le pelage est de couleur roux mais le ventre, les membres et les pieds sont blancs. Il mesure entre 50 et 70 cm et pèse de 7 à 13 kg.
Le singe rouge détient le record du primate le plus rapide sur terre, il peut courir à la vitesse de 55 km/h en moyenne avec une pointe à 80 km/h.
Ce singe possède des testicules de couleur bleue.

## Répartition géographique et habitat
Au Bénin, en Afrique de l'Ouest, ce singe se trouve dans les savanes à partir de la latitude de la ville de Bohicon jusqu'au nord du pays.

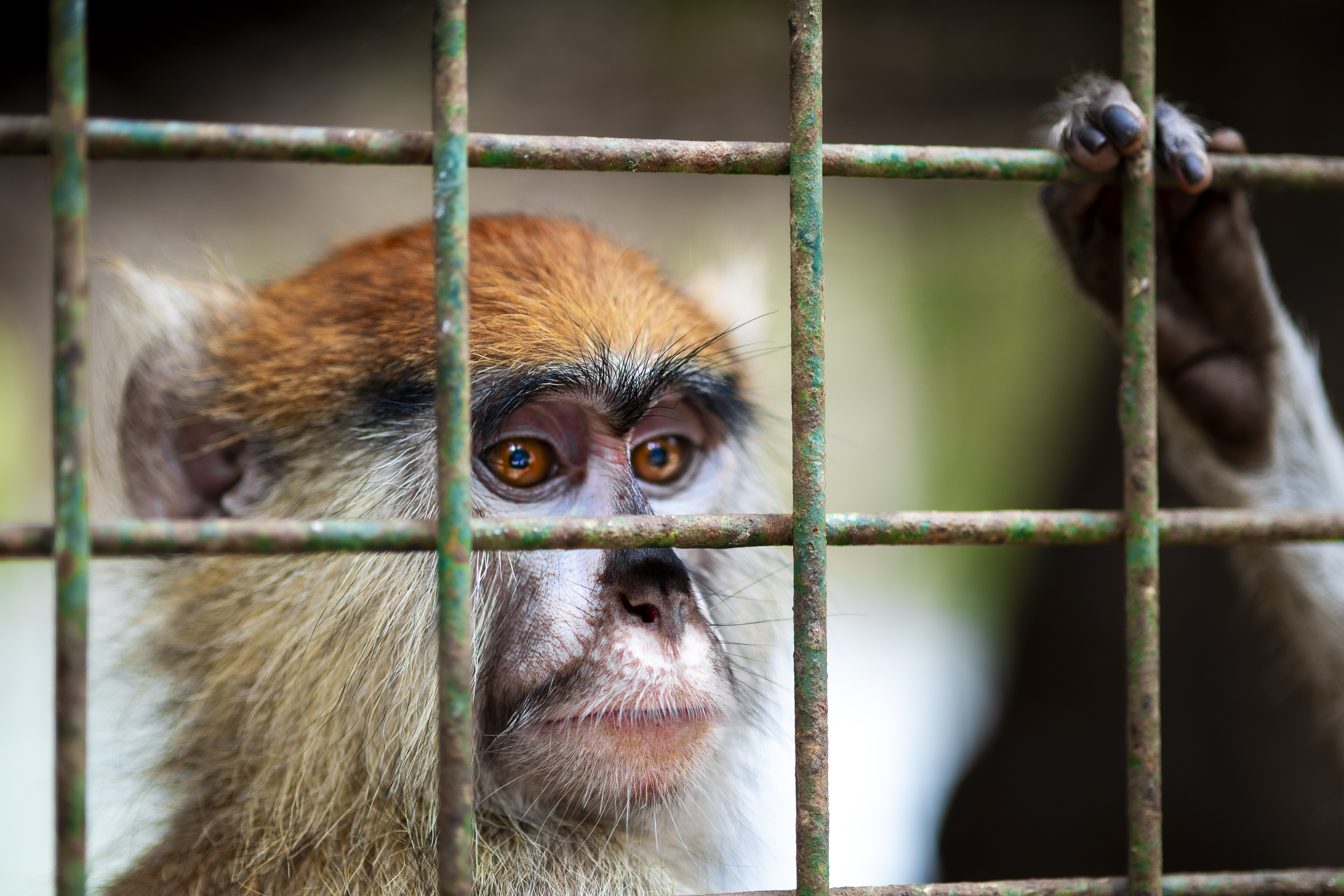
Patas du parc de Hann au Sénégal, observant les visiteurs

## Alimentation
Omnivore, il se nourrit principalement de fruits et d'insectes, mais aussi de feuilles, de racines et d'œufs d'oiseaux.